# Louise De Hem
Louise De Hem, née à Ypres le 10 décembre 1866 et décédée à Forest le 22 novembre 1922, est une peintre et pastelliste belge.
Elle était la cadette d'un fratrie de huit enfants et montra dès le plus jeune âge beaucoup de goût et d'application pour l'art du dessin.

## Sa formation

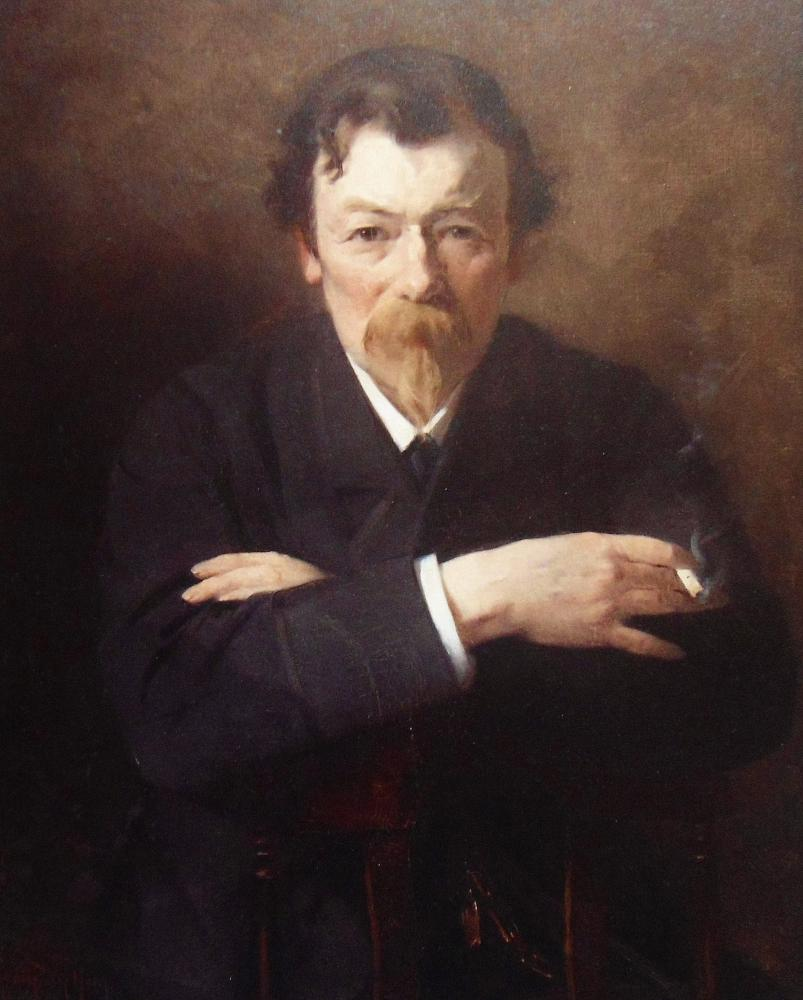
Théodore Ceriez

Le peintre de genre Théodore Cériez qui avait épousé sa sœur Hélène en 1876, fut attentif aux talents de sa jeune belle-sœur et lui servit de maître.
Ce premier apprentissage fut suivi dans les années 1887-1891 d'une formation à Paris à la célèbre Académie Julian où elle suivit l'enseignement des portraitistes Benjamin-Constant et Jules Lefebvre.
Elle y fréquenta aussi l'atelier de Fernand Cormon.
Mise en contact avec le milieu pictural belge bien représenté dans la Ville Lumière, elle fut remarquée par Alfred Stevens qui encouragea son penchant pour le pastel.

## Sa carrière
Elle eut beaucoup de succès comme portraitiste mondaine grâce à ses œuvres aux tonalités lumineuses et chatoyantes et au dessin gracile et plein de légèreté qui eurent beaucoup d'attraits et récolta de nombreuses commandes, décrochant en 1904 une médaille d'or au salon de Paris.
Elle retourna vivre à Ypres en 1891 où elle partagea l'atelier de son beau-frère Cériez. Après la mort de Cériez le 2 septembre 1904 elle s'installa avec sa mère et sa sœur à Forest (Bruxelles) où elle continua sa carrière de portraitiste.

## Sa maison-atelier

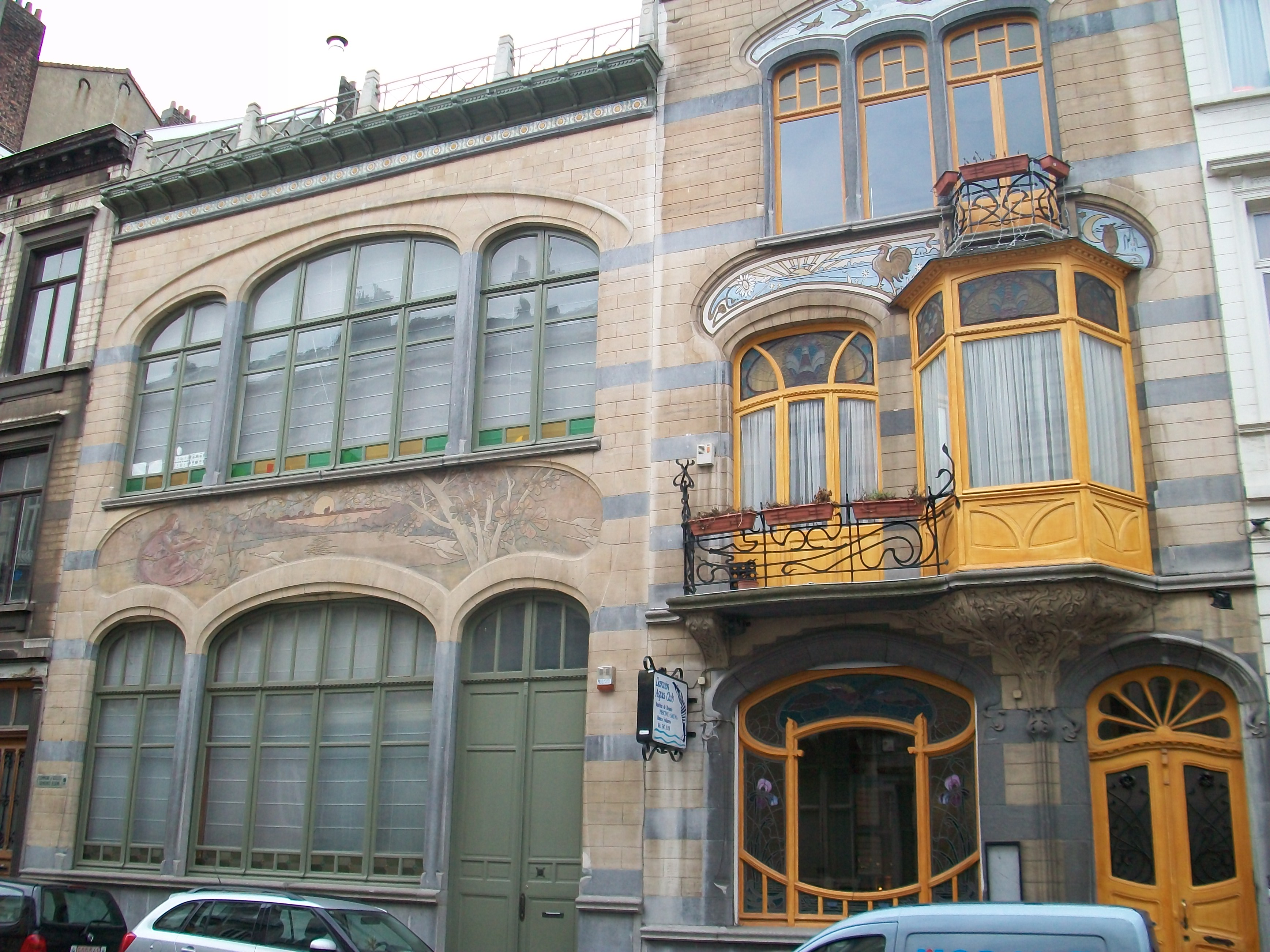
La maison-atelier (1904-1905) de Louise De Hem construite d'après les plans qu'elle avait dressés elle-même et que beaucoup attribuent actuellement à Ernest Blerot.

Elle se construisit alors en 1904 au 11 rue des Barnabites à Forest (actuellement 15, rue Darwin), d'après les plans qu'elle aurait dressés elle-même et qui selon Franco Borsi (en) étaient « inspirés et presque plagiés de Blerot ». Beaucoup d'auteurs toutefois attribuent actuellement ces constructions à Ernest Blerot sur base de la similitude de style de cette belle maison de maître mélange d'Art nouveau et de rococo, jouxtant un vaste et lumineux atelier (1905) aux lignes plus sobres, témoignant non seulement de la réussite d'une artiste et d'une femme à une époque d'effervescence et de ferveur pour les arts, mais surtout du rôle important et central que les beaux-arts étaient appelés alors à jouer dans la société.

## Son mariage
Le 2 mai 1908, Louise De Hem épousa, à quarante-deux ans, l'ingénieur Frédéric Lebbe, alors âgé de quarante-neuf ans.

## La survie de son œuvre
Hélène Cériez-De Hem fit don en 1927 de nombreuses œuvres de sa sœur à la commune d'Ypres, constituant le noyau d'une nouvelle collection pour le musée de cette ville détruit par la guerre.

## Œuvres

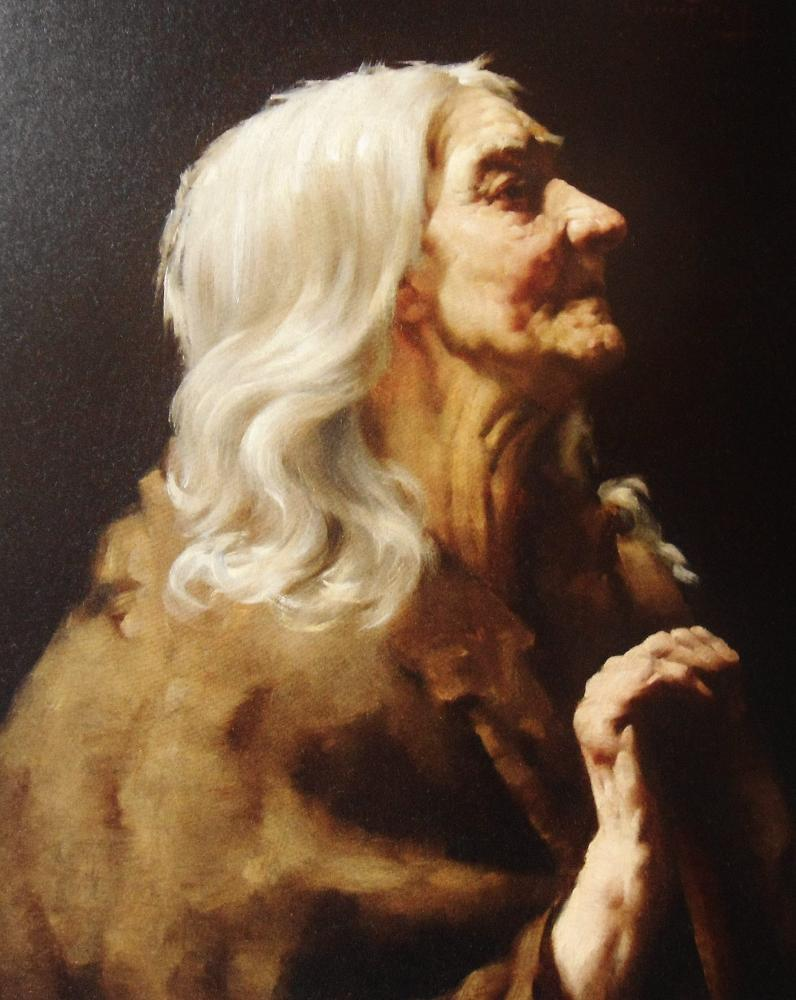
Femme âgée (1888)
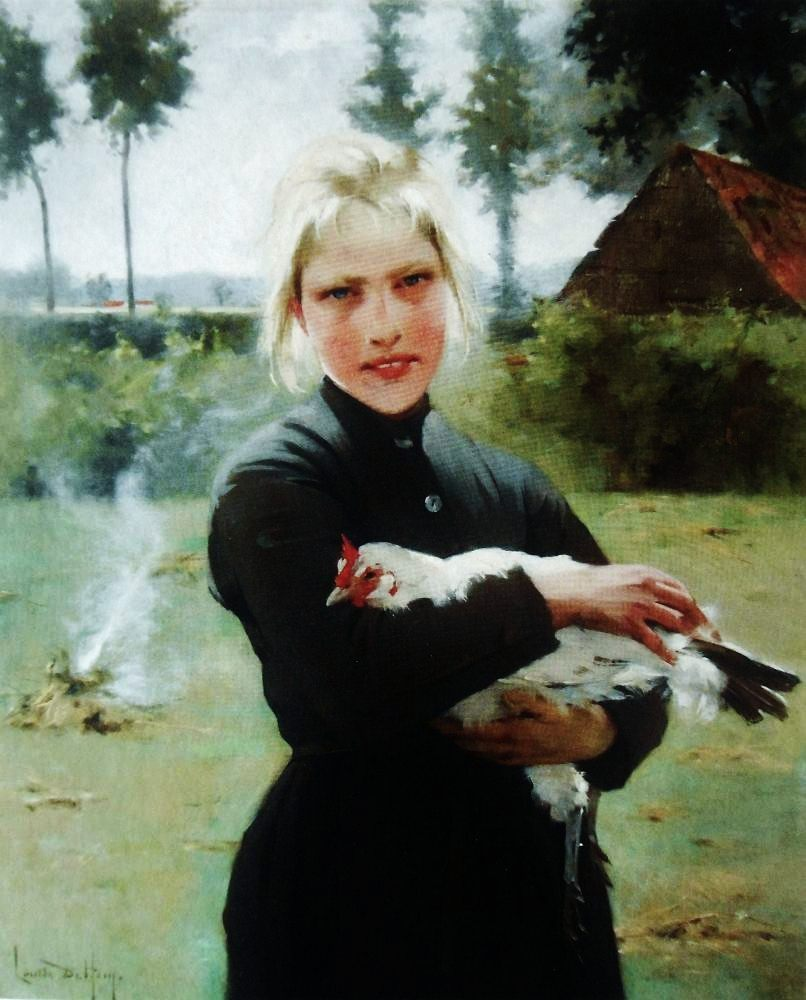
Le poulet égaré (1891)
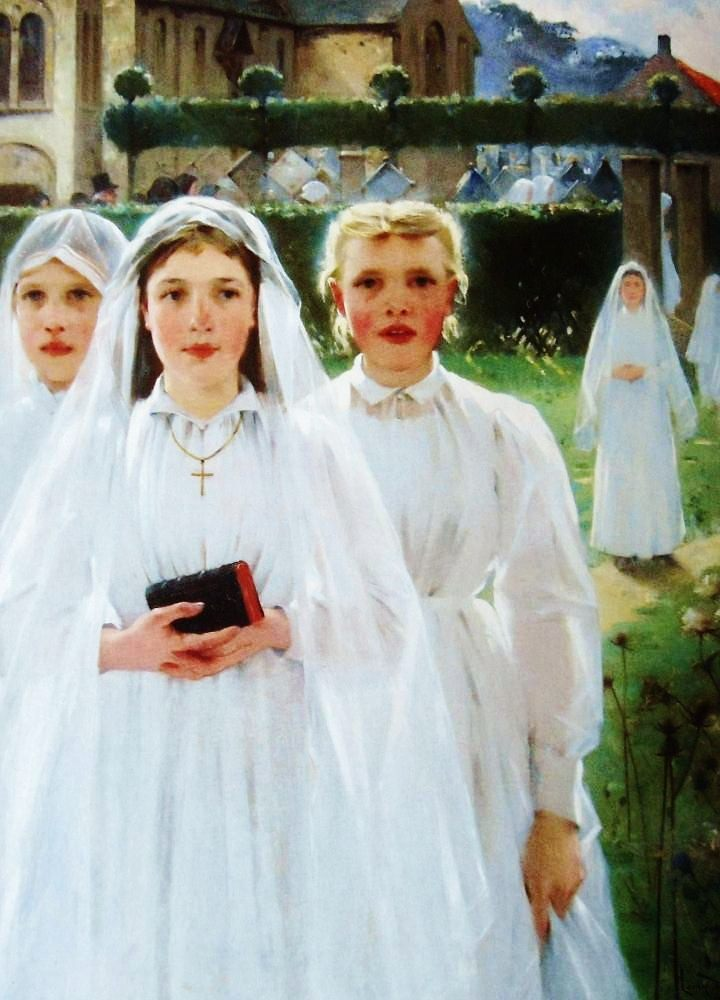
Après la procession (1892)
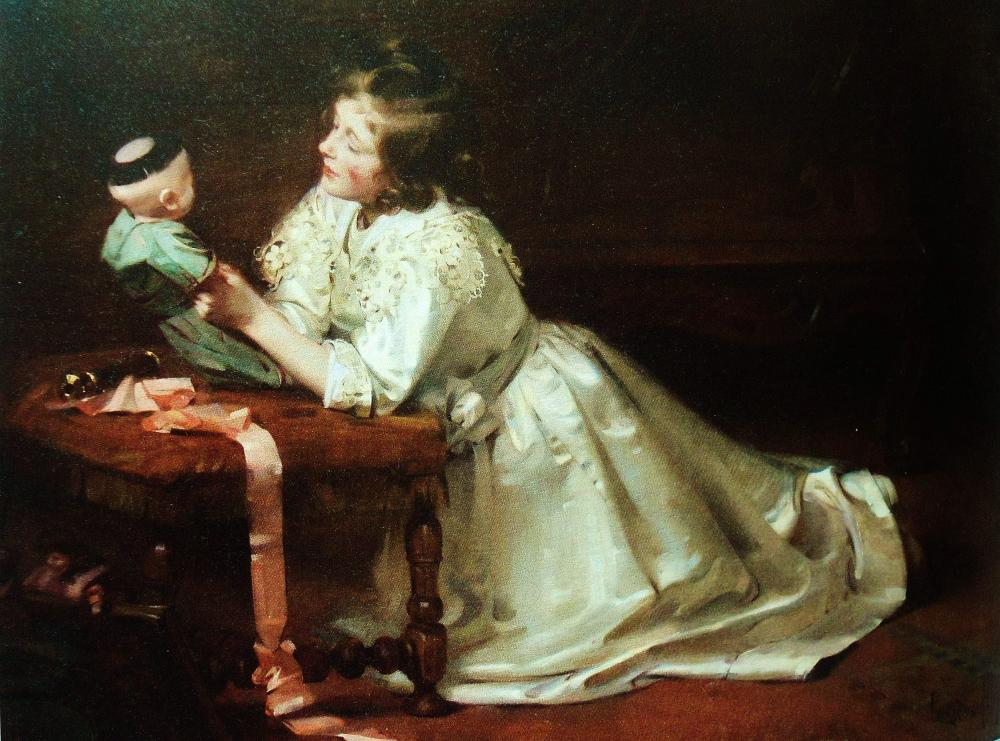
La poupée japonaise (1904)
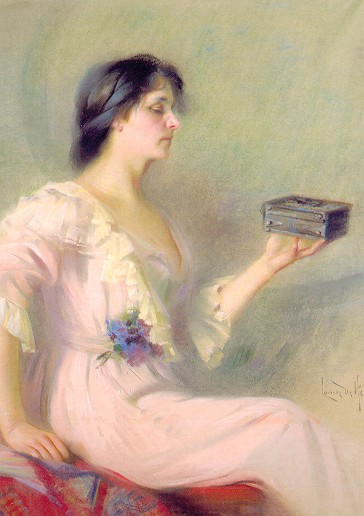
La boîte de Pandore (1910)